# SimCity DS 2
SimCity DS 2 è un videogioco sviluppato dalla Electronic Arts per Nintendo DS, pubblicato in Giappone il 19 marzo 2008. In Europa, Nord America ed Australia è stato pubblicato sotto il nome di SimCity Creator nel settembre 2008.

## Il gioco
Costruendo sulla formula di SimCity tradizionale, SimCity DS 2 offre una nuova modalità sfida che vede i giocatori guidare la loro città attraverso diversi periodi storici come il Rinascimento e la rivoluzione industriale oltre alla Modalità libera. A causa di questo, ora è possibile creare città con un tema storico. Per esempio, il giocatore può creare una città di Tema Medievale, o una città di Tema preistorico, ed aprire pietre miliari a seconda di come avanzano nel tempo.
I giocatori saranno anche capaci di fare fotografie della loro città e di condividerli con amici attraverso Wi-fi.